# 章立源
章立源（1931年4月—2022年12月23日），浙江绍兴人，生于北平市，北京大学物理学系退休教授、博士生导师，1953年本科毕业于北京大学，曾任民盟中央委员、民盟北京市委副主委、北京市政协常委。
1952年院系调整后，章立源进入北京大学物理学系读本科三年级。1953年，他从北京大学物理学系本科毕业，随即留校任助教。1960年升任讲师，1979年评得副教授职称，1984年被聘为教授、博士生导师，1999年退休。期间，他在北京大学物理学系普通物理教研室、低温教研室工作。他是中国科学院院士、原北京大学校长王恩哥的博士导师。
章立源主要研究超导电性、固体电子结构等，共计发表论文192篇，著作12种。与郝柏林、冯端、陆埮、于渌等人合著的科普丛书《物理改变世界》获2007年度国家科技进步奖二等奖。他在1989年被评为北京市优秀教师，1985年、1997年两次获得北京大学优秀教学奖，1994年获君安-北大科学家奖，1997年被评为北京市高教师德先进个人。合著的《超导物理》、《热学》被评为北京大学优秀教材。
1984年，章立源经胡祖炽与褚圣麟介绍加入民盟。1987年至1993年，章立源任北京大学民盟支部及第一届中国民主同盟北京大学委员会副主委，1993年至1996年任第二届中国民主同盟北京大学委员会主任委员。1997年，他获得北京大学优秀党务和思想政治工作先进个人一等奖（李大钊奖）。1993年至1997年，他还任了民盟中央委员、民盟北京市委副主委。1998年，他被评为爱国立功标兵。1992年至2001年间，他一直是北京市政协常委。